# شهرستان عزیزبیکوف
شهرستان عزیزبیکوف (ارمنی: Ազիզբեկովի շրջան) یکی از سی و هفت شهرستان در تقسیم‌بندی جمهوری شوروی سوسیالیستی ارمنستان بود. مرکز این شهرستان عزیزبیکوف بود. طبق سرشماری سال ۱۹۸۷ میلادی جمعیت آن بالغ بر ۲۵٬۳۰۰ تن و مساحت آن ۱٫۱۷۴ کیلومتر مربع بود.

## مناطق مسکونی
- آزاتک
- آختا
- آرین
- آرتاوان
- باردزرونی
- نور آزنابرد
- گندواز
- مغرادزور
- زاریتاپ
- زدا
- خندزوروت
- کاپویت
- کارمراشن
- هرهر
- مارتیروس
- ساراوان
- سرس
- پور
- اوغدزور

## نگارخانه

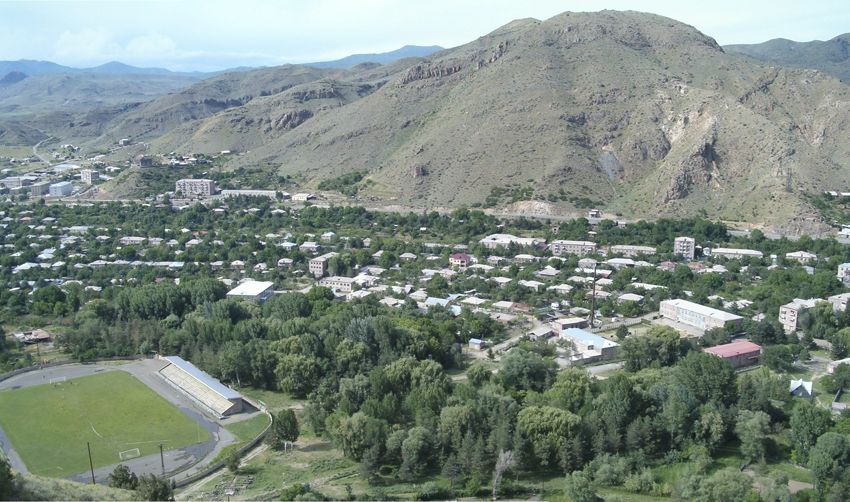
وایک
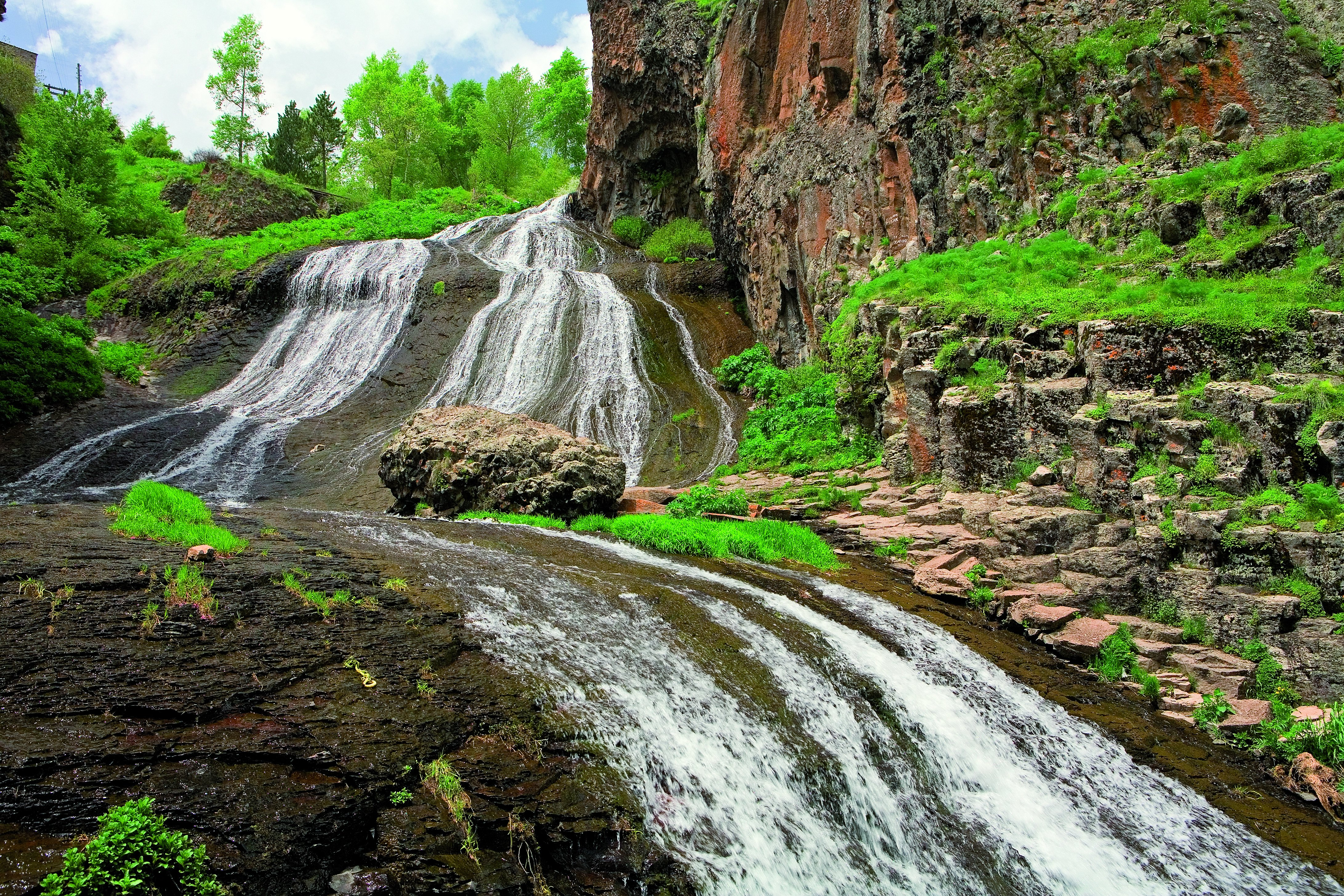
جرموک
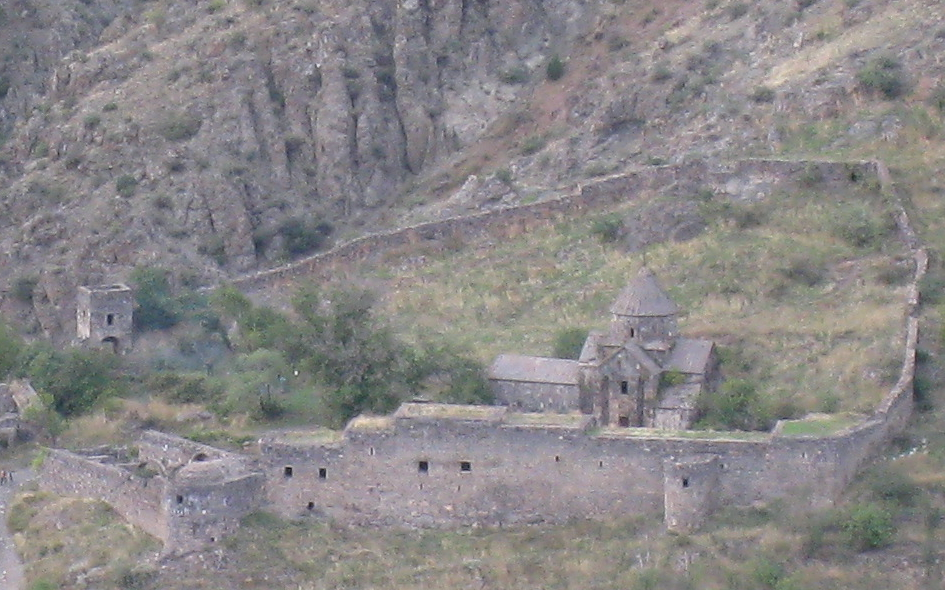
گندوانک